# Primula filchnerae
Primula filchnerae là một loài thực vật có hoa trong họ Anh thảo. Loài này được R. Knuth miêu tả khoa học đầu tiên năm 1905.